# Chiesa di Santa Maria del Faro

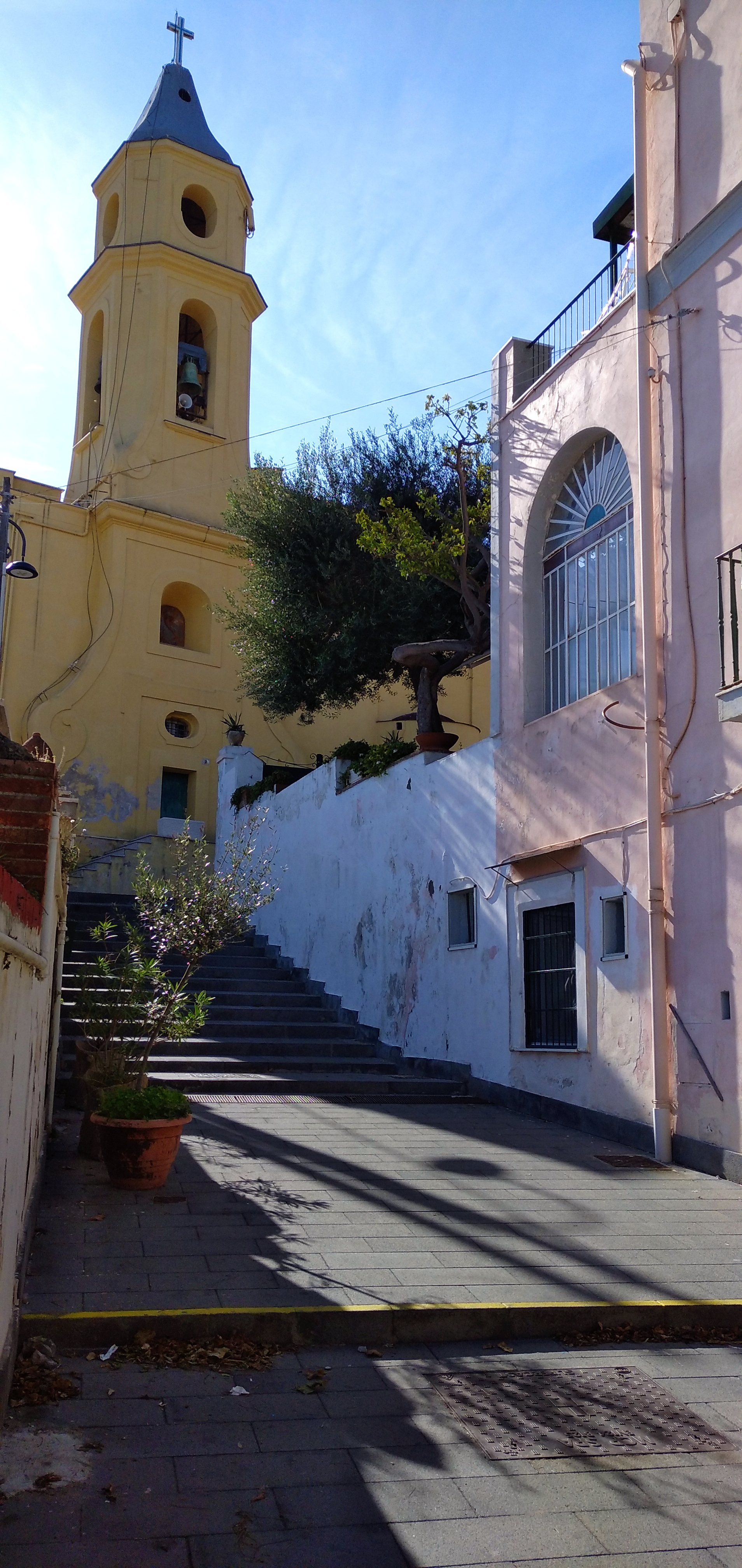
Il campanile

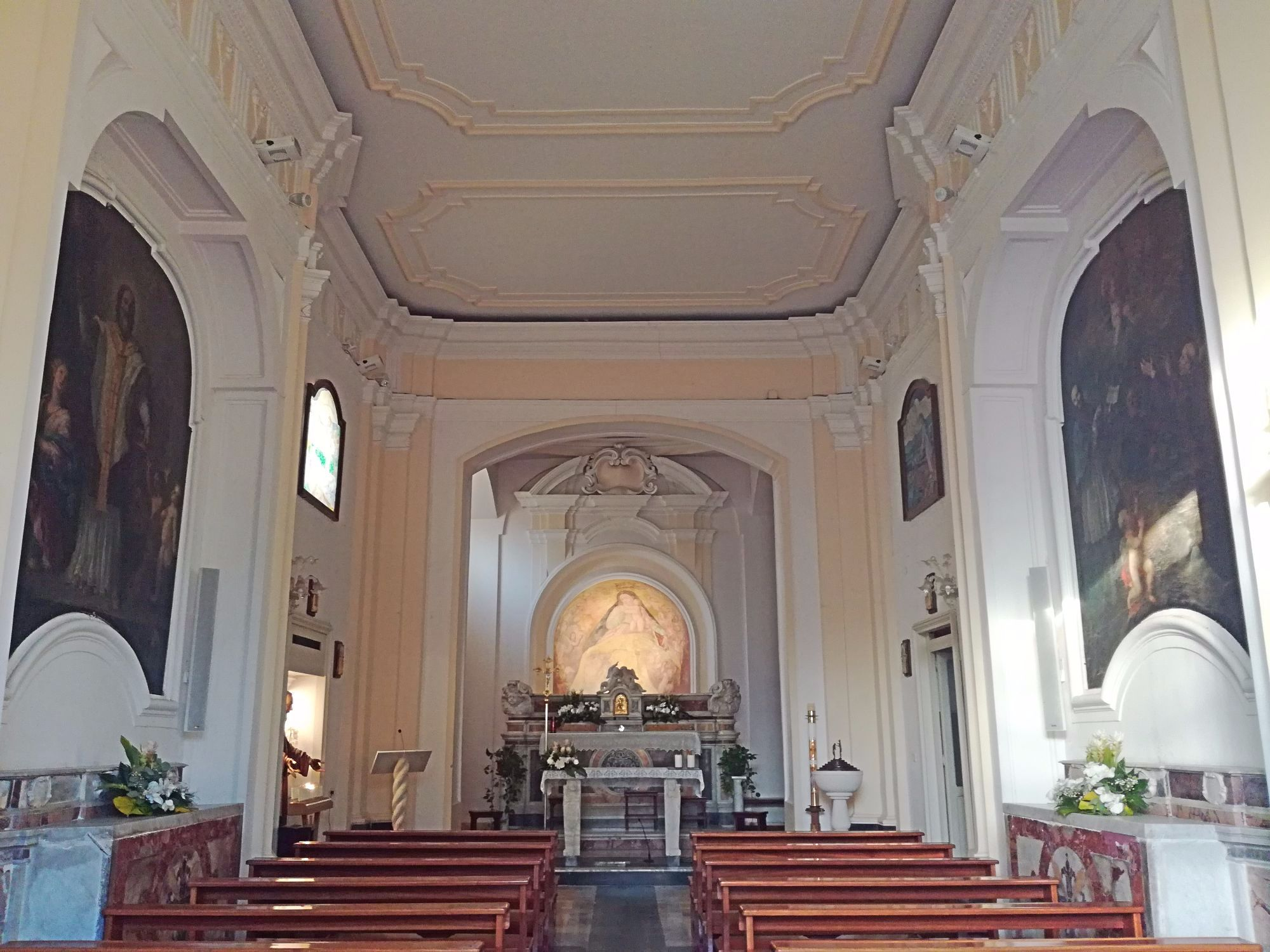
L'interno

La chiesa di Santa Maria del Faro è un luogo di culto cattolico di Napoli; si erge nel quartiere Posillipo, sul porticciolo di Marechiaro.

## Storia e descrizione
La chiesa, ricordata già nel XIII secolo, fu restaurata nel XVIII secolo su disegno di Ferdinando Sanfelice per commissione della famiglia Mazza.
L'edificio è un'opera barocca a navata unica e cappelle con piccoli pezzi di arredo proveniente da scavi romani, come attestano due sarcofagi romani sui quali vi è lo stemma della famiglia Mazza.
Il tempio contiene anche alcuni resti della villa romana di Pausylipon, che la tradizione vuole sorgesse sul luogo dell'antico faro romano.